# 烏利亞尼夫卡 (新敖德薩區)
47°17′22″N 32°1′51″E / 47.28944°N 32.03083°E
烏利亞尼夫卡（烏克蘭語：Улянівка），是烏克蘭南部的村莊，隸屬尼古拉耶夫州的尼古拉耶夫區。該村始建於1886年，面積0.92平方公里，海拔高度83米，2001年人口340，人口密度每平方公里368.4人。